# Be’er-Scheva-Gefängnis
Das Beʾer-Scheva-Gefängnis ist ein 1977 fertiggestelltes Hochsicherheitsgefängnis in der israelischen Negev-Wüste bei Beʾer Scheva.
Die Haftanstalt hat etwa 500 Insassen, die als besonders gefährlich (security detainees – Sicherheitsverwahrte) eingestuft sind und meist zu lebenslanger Freiheitsstrafe verurteilt wurden. Es sind überwiegend Palästinenser, die Selbstmordattentate geplant, Bomben entwickelt oder Raketenangriffe ausgeführt haben, aber auch gewöhnliche israelische Straftäter.
Beʾer Scheva ist, analog zum Gefängnissystem der Vereinigten Staaten, ein maximum security-Gefängnis. Es ist von einem einfachen Zaun, einem elektrisch geladenen Zaun sowie einer Betonmauer mit Wachtürmen und Scharfschützen umgeben. Zudem sichern Videoanlagen und Hunde das Areal.
Nach der Aufbringung von sechs Schiffen der Free-Gaza-Bewegung wurden einige Blockadebrecher vor ihrer Abschiebung hier inhaftiert, unter anderem der deutsche Journalist Mario Damolin und der Aktivist und Bischof Hilarion Capucci.

## Bekannte Gefangene
- Rakad Salem, Generalsekretär der Arab Liberation Front
- Jigal Amir, Mörder von Jitzchak Rabin